# 哈维尔·杜阿尔特·德·奥乔亚
哈维尔·杜阿尔特·德·奥乔亚（Javier Duarte de Ochoa）（墨西哥韦拉克鲁斯州州长，1973年9月19日-）是墨西哥律师和政治家。 他是韦拉克鲁斯十六区（位于第六十一届立法会科尔多瓦州）的联邦代表。他于2010年12月1日至2016年10月12日担任韦拉克鲁斯州州长，在这一天，由于指控腐败和非法致富，他向州议会申请了执照。